# アンドリュー・リトル
アンドリュー・ジェームズ・リトル（Andrew James Little、1965年5月7日 - ）は、ニュージーランドの弁護士、元政治家。ニュージーランド労働党所属。
2014年から2017年まで労働党党首（第15代）および野党院内総務を務めた。その後、2017年から2023年にかけて、ジャシンダ・アーダーンとクリス・ヒプキンスの両政権で司法相や保健相、国防相などを歴任した。

## 来歴
ニュープリマス生まれ。2011年の総選挙で代議院（国会）議員に初当選した。2014年11月、同年9月の総選挙で大敗し引責辞任したデイヴィッド・カンリフの後継の労働党党首に選出され、就任した。
2017年8月、翌月に総選挙を控えながら労働党の支持率が低迷していることの責任を取り、党首を辞任した。後任党首にはジャシンダ・アーダーン副党首が即日選出された。アーダーンは同年10月、首相に就任し、それとともにリトルは司法相に就任した。
2023年の総選挙で労働党が敗れたのち、政界を引退し弁護士としての活動に戻ると表明した。
息子が1人いる。
| 党職                              | 党職                                                      | 党職                        |
| --------------------------------- | --------------------------------------------------------- | --------------------------- |
| 先代 デイヴィッド・カンリフ       | ニュージーランド労働党党首 2014年 – 2017年                | 次代 ジャシンダ・アーダーン |
| 公職                              |                                                           |                             |
| 先代 デイヴィッド・カンリフ       | 野党院内総務 2014年 – 2017年                              | 次代 ジャシンダ・アーダーン |
| 先代 クリス・フィンレイソン       | ワイタンギ条約交渉担当相 2017年 – 2023年                  | 次代 ポール・ゴールドスミス |
| 先代 クリス・フィンレイソン       | 政府通信保安局 (GCSB) 担当相 2017年 – 2023年              | 次代 ジュディス・コリンズ   |
| 先代 クリス・フィンレイソン       | ニュージーランド保安情報局 (NZSIS) 担当相 2017年 – 2023年 | 次代 ジュディス・コリンズ   |
| 先代 エイミー・アダムズ           | 司法相 2017年 – 2020年                                    | 次代 クリス・ファーフォイ   |
| 先代 エイミー・アダムズ           | 裁判所担当相 2017年 – 2020年                              | 次代 ウィリアム・サイオ     |
| 先代 イアン・リーズ＝ギャロウェイ | 職場関係・安全担当相 2020年                               | 次代 マイケル・ウッド       |
| 先代 クリス・ヒプキンス           | 保健相 2020年 – 2023年                                    | 次代 アイシャ・ベラル       |
| 先代 クリス・ヒプキンス           | 公共サービス担当相 2023年                                 | 次代 ニコラ・ウィリス       |
| 先代 ピーニ・ヘネア               | 国防相 2023年                                             | 次代 ジュディス・コリンズ   |
| 先代 マイケル・コリンズ           | 移民相 2023年                                             | 次代 エリカ・スタンフォード |